# ماخان
ماخان (به اسپانیایی: Maján) یک دهستان در اسپانیا است که در سریا واقع شده‌است.

## خصوصیات
ماخان ۳۰ کیلومترمربع مساحت و ۱۶ نفر جمعیت دارد.